# Ferreras de Arriba
Ferreras de Arriba (en carballés Ferreras d'Enriba) es un municipio y localidad española de la provincia de Zamora, en la comunidad autónoma de Castilla y León.
Se encuentra situado a unos 70 km al noroeste de Zamora, la capital provincial, y en el corazón de la sierra de la Culebra, espacio natural protegido y reserva regional de caza por su indudable valor ecológico y paisajístico. En su término se encuentra el Miño Cuevo que, situado a 1207 m, es la segunda elevación más importante de esta sierra.
El municipio cuenta además con la localidad pedánea de Villanueva de Valrojo. Ferreras de Arriba también destaca por sus grandes fiestas que celebra. El pueblo está en el centro de un entorno montañoso, que a pesar del incendio sufrido en 2022, sigue siendo un pueblo con un gran encanto.

## Toponimia
El nombre del pueblo procede de la palabra leonesa fierro o fierru (hierro en castellano), lo que atestigua la abundancia de este metal en la zona y justifica los numerosos vestigios de antiguos asentamientos hallados a lo largo de su término municipal —cinco castros celtas— y el paso de una calzada romana.
El topónimo Ferreras, al igual que otros de sus topónimos menores, provienen del leonés, la que fue la lengua propia del municipio hasta principios del siglo XX. Esta lengua ha visto menguar aún más su vitalidad en las últimas décadas, dado que su uso no ha sido protegido e impulsado por las distintas administraciones competentes en la materia.

## Geografía

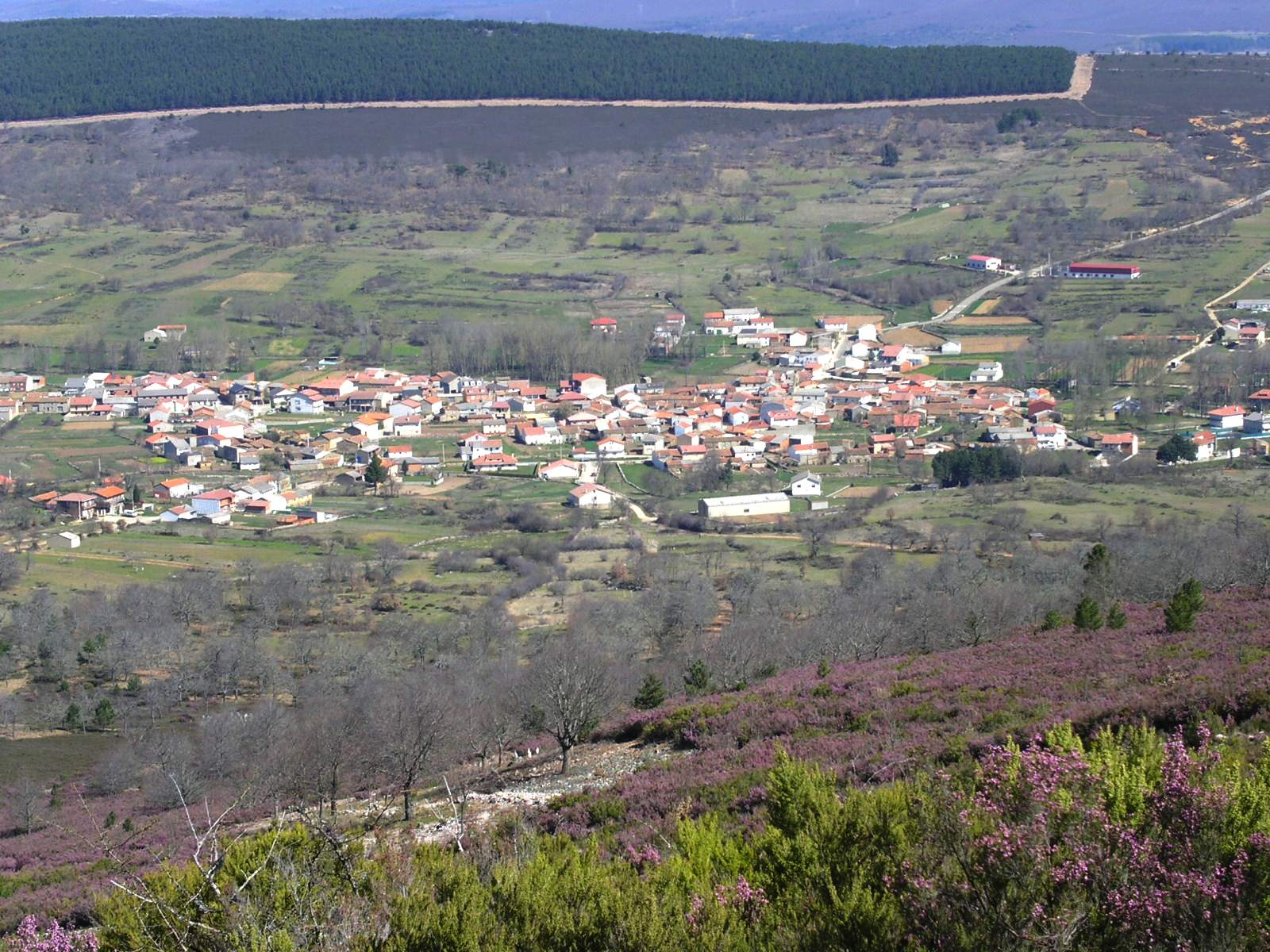
Vista de Ferreras de Arriba y su entorno

Limita con los términos de Villardeciervos al oeste, Otero de Bodas y Villanueva de Valrojo al norte, Ferreras de Abajo al noreste y este, Tábara al sureste y Sarracín de Aliste al sur.
El municipio se encuentra asentado entre dos estribaciones próximas de la sierra de la Culebra. Las cumbres principales son el Miño Cuevo (1207 m), la Lleira (1174 m) y la Peña el Águila (1004 m). También destaca la Peña Furada con su cueva y la Peña Valdemera.
Asimismo, está próximo a la Vía XVII del Itinerario de Antonino Pío o calzada romana que unía Braga con Astorga, fue habitada desde antiguo, como lo atestigua “La Ciudad”, gran castro del que Gómez Moreno cuenta haberse encontrado gran cantidad de materiales.
El casco urbano se sitúa a ambos de la carretera, con un casco urbano irregular, que demuestra la antigüedad de su origen.

### Geología
Terrenos constituidos por pizarras y cuarcitas del Cambro-Ordovícico y depósitos aluviales del Cuaternario. Suelos pardos y paro-calizos. También destacan las piedras de escorias de hierro.

### Flora
La mayor parte del territorio de pueblo está ocupado por repoblación de masas de pinar, en su mayoría de las especies pino silvestre (Pinus sylvestris) y pino pinaster (Pinus pinaster), salpicado con algún rodal de pino negro (Pinus nigra). Así mismo es importante la masa forestal de castaños (Castanea sativa) ubicados principalmente en el paraje de la Lleira, producto de la actuación del hombre. Otra especie de gran relevancia es el roble (Quercus pyrenaica), especie autóctona de la zona, que conforma en el pueblo dos preciosos bosques La Veiga y El Valle. En las orillas del río Castrón se conserva un bosque de galería de aliso, chopos, negrillo y algún abedúl. Las manchas de matorral son abundamentes en el zona, principalmente de brezo, llamado urz en el pueblo (erica s.p.), acompañado de quiruelas y carqueisas y en zonas de mayor calidad de suelo las escobas (Citysus s.p.).

## Historia
Por el municipio atravesaba la vía romana que unía Astorga y Braga, y de la cual aún es perceptible su huella en el entorno de la pedanía de Villanueva de Valrojo.
Posteriormente, en la Edad Media, el término actual de Ferreras de Arriba quedó integrado en el Reino de León, cuyos monarcas habrían acometido la repoblación de las localidades del municipio dentro del proceso repoblador llevado a cabo en el oeste zamorano.
Durante la Edad Moderna, la pedanía de Villanueva de Valrojo quedó integrada en la provincia de las Tierras del conde de Benavente y dentro de esta en la receptoría de Sanabria, mientras que Ferreras de Arriba se integró en el partido de Tábara de la provincia de Zamora.
En todo caso, al reestructurarse las provincias y crearse las actuales en 1833, tanto Ferreras como Villanueva pasaron a formar parte de la provincia de Zamora, dentro de la Región Leonesa, quedando integrados en 1834 en el partido judicial de Puebla de Sanabria.
Por otro lado, en torno a 1850 el municipio de Ferreras de Arriba tomó su actual extensión territorial, al integrar en su término la localidad de Villanueva de Valrojo.

## Geografía humana

### Núcleos de población
El municipio se divide en dos núcleos de población, que poseían la siguiente población a 1 de enero de 2024 según el INE.
| Núcleo de población   | Población |
| --------------------- | --------- |
| Ferreras de Arriba    | 230       |
| Villanueva de Valrojo | 128       |

### Demografía
Cuenta con una población de 358 habitantes (INE 2024).
| Gráfica de evolución demográfica de Ferreras de Arriba entre 1842 y 2021 |
| |
| Población de derecho según los censos de población del INE Población de hecho según los censos de población del INEEntre el censo de 1857 y el anterior, crece el término del municipio porque incorpora a 495164 (Villanueva de Valrojo) |

## Cultura

### Patrimonio

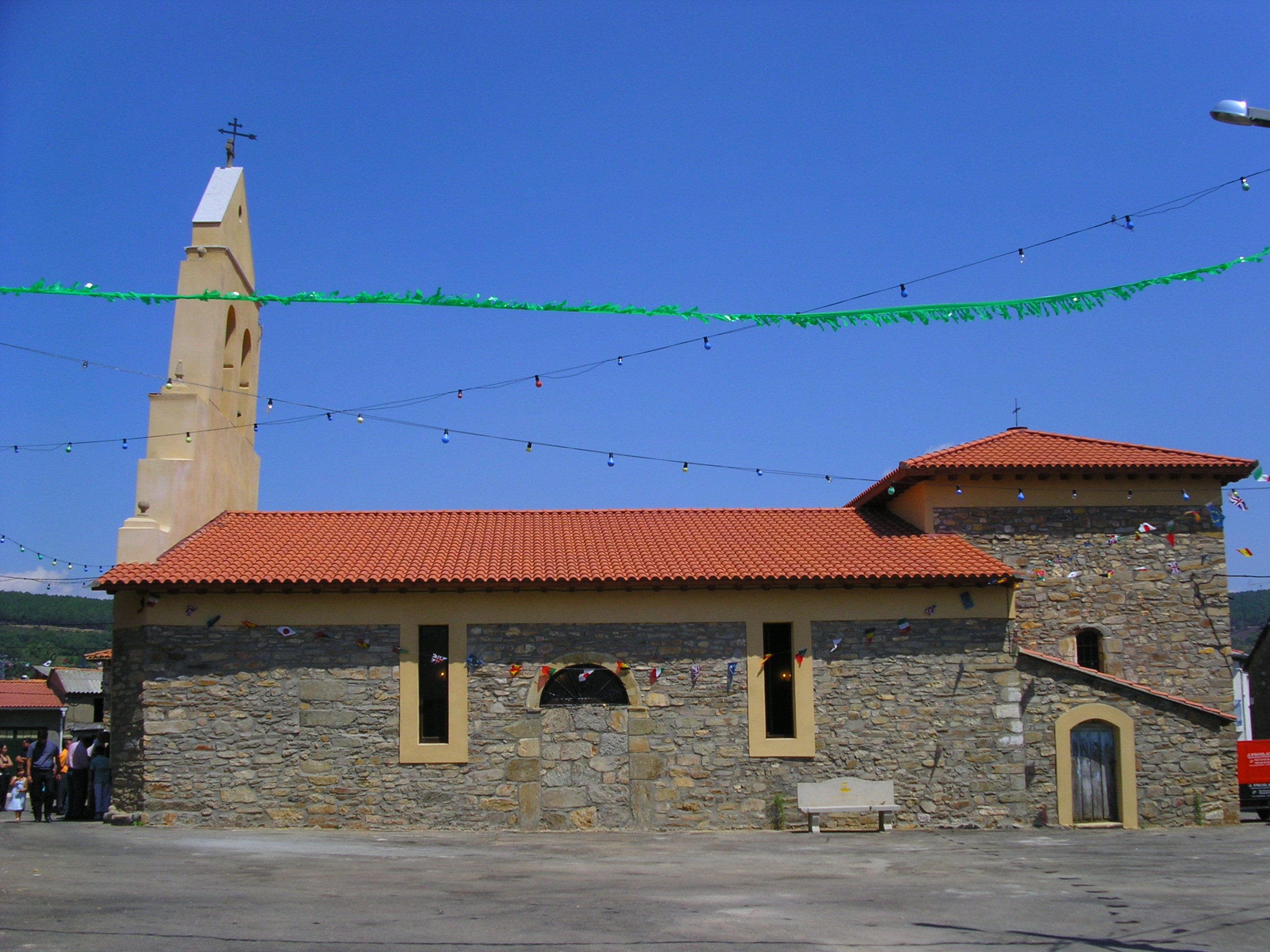
Iglesia de Ferreras de Arriba

Destacan en el municipio y sus alrededores las muestras de arquitectura popular, con construcciones de adobe, piedra, y pizarra; así como cinco castros celtas y los restos de una ciudad también celta; corrales circulares para el ganado ovino, etc.
De entre su caserío tradicional destaca la iglesia parroquial de Nuestra Señora de la Asunción, perteneciente al arciprestazgo de Sanabria-Carballeda, de la diócesis de Astorga. Dicho templo ha sido totalmente renovado en 2006, gracias a las aportaciones de vecinos y el apoyo institucional y eclesiástico. Destaca también la ermita del Cristo de las Aguas, situada en la falda de la Peña la Lleira.
Son interesantes los numerosos molinos que aprovechan como fuerza motriz el caudal del río Castrón que cruza por el centro del casco urbano, muchos aún en funcionamiento, como el Molino El Cura y el Molino El Kaiser conocido como Molinico.
De notable interés turístico son los corrales circulares para guardar ganado, varios de los cuales está constituido actualmente como museo de la vida pastoril. Los corrales están repartidos por todo el término municipal. Antiguamente permitían el movimiento de ganado por las zonas con barbecho, así como el uso de las zonas de solana y umbría que se utilizaban de forma distinta a lo largo del año. La amenaza era el lobo y estas construcciones ayudaban a proteger al ganado de dichos animales.
Destacan las esculturas en acero inoxidable de Eduardo Baladrón, como La Filandorra y El Diablo de la plaza Nueva, el monumento a los Labradores, la fuente del Ayuntamiento, la fuente del Ciervo en la ermita del Cristo de las Aguas y la fuente con reloj de sol y rosa de los vientos de la plaza Nueva.
La fuente Milagro, la cual debe su nombre a que en verano mana agua, mientras las demás fuentes están secas y en invierno se seca.
El roble centenario de Urrieta Mayo Pequeño.

### Fiestas
Las principales fiestas de Ferreras son:
- San Blas, el 3 de febrero y días próximos, (4 de febrero San Blasico) es una de las fiestas principales de este municipio.
- Festividad de la virgen de la Asunción, el 15 de agosto.
- La Filandorra el 26 de diciembre, festividad de San Esteban. Es una fiesta tradicional, encuadrada dentro de las denominadas mascaradas de invierno. Los actos comienzan en torno a las ocho de la mañana, con la solicitud de permiso al alcalde, seguido del toque de campanas. Después ya no se interrumpen durante todo el día, excepto el momento de la comida, para finalizar ya de noche en el baile. Participan dos grupos, por un lado los feos -compuesto por la Filandorra y el Diablo— y por otro los guapos -formado por el galán y la madama—.[21]
- Los Mayos es otra más de sus antiguas tradiciones. Tiene lugar el uno de mayo, siendo su acto más representativo la elevación –en el extremo de un tronco de árbol desmochado- de un muñeco o monigote hecho con ropas viejas hurtadas y relleno principalmente de paja.
- La romería del Cristo de las Aguas, el primer domingo del mes de agosto, que se celebra en el monte Lleira del paraje de Urrieta la Saz. Los actos festivos comienzan por la mañana, cuando los romeros suben el Cristo de las Aguas, se celebra la misa y, posteriormente, los romeros bajan a fuente la Saz para la comida familiar campestre y otros actos festivos.

### Otros acontecimientos culturales
- Una de las antiguas tradiciones del municipio es la matanza del cerdo, celebrada en el invierno.
- Destacable también es la berrea del ciervo en otoño. Fecha en la que en el municipio también aparecen las setas (boletus, níscalos, lepiotas o cucurriles, etc.). Existe otra temporada importante de setas, ya en primavera (abril-mayo).